# Sharia
Sharia (/ʃəˈriːə/; tiếng Ả Rập: شَرِيعَة, đã Latinh hoá: sharīʻa [ʃaˈriːʕa]), là luật tôn giáo hình thành ra một phần của truyền thống Hồi giáo. Nó có nguồn gốc từ các giới luật tôn giáo của Hồi giáo, đặc biệt là Kinh Qur'an và hadith. Trong tiếng Ả Rập, thuật ngữ sharīʿah dùng để chỉ luật thiêng liêng bất biến của Đức Chúa Trời và tương phản với fiqh, dùng để chỉ những cách giải thích mang tính học thuật của con người. Cách thức áp dụng nó trong thời hiện đại đã là một chủ đề tranh chấp giữa những người theo chủ nghĩa chính thống Hồi giáo và những người theo chủ nghĩa hiện đại.
Lý thuyết truyền thống của luật học Hồi giáo công nhận bốn nguồn của Sharia: Kinh Qur'an, sunnah (hadith đích thực), qiyas (suy luận loại suy),  và ijma (đồng thuận về luật). Các trường phái luật khác nhau — trong đó nổi bật nhất là Hanafi, Maliki, Shafiʽi và Hanbali — các phương pháp luận được phát triển để đưa ra các phán quyết của Sharia từ các nguồn kinh thánh sử dụng một quy trình được gọi là ijtihad. Luật học truyền thống (fiqh) phân biệt hai nhánh luật chính,ʿibādāt (nghi lễ) và muʿāmalāt (quan hệ xã hội), cùng bao gồm một loạt các chủ đề. Các phán quyết của nó liên quan đến các tiêu chuẩn đạo đức cũng như các quy phạm pháp luật, gán các hành động vào một trong năm loại: bắt buộc, khuyến nghị, trung lập, ghê tởm và cấm. Do đó, một số khu vực của Sharia trùng lặp với quan niệm pháp luật của phương Tây trong khi những khu vực khác tương ứng rộng rãi hơn với cuộc sống sống phù hợp với ý muốn của Đức Chúa Trời.
Luật học cổ điển được xây dựng bởi các học giả tôn giáo tư nhân, phần lớn thông qua các ý kiến pháp lý (fatwa) do các luật gia có trình độ (mufti) ban hành. Trong lịch sử, nó được áp dụng tại các tòa án Sharia bởi các thẩm phán do người cai trị chỉ định, những người chủ yếu giải quyết các tranh chấp dân sự và các vấn đề cộng đồng. Tòa án Sultanic, cảnh sát và thanh tra thị trường quản lý tư pháp hình sự, chịu ảnh hưởng của Sharia nhưng không bị ràng buộc bởi các quy tắc của nó. Các cộng đồng không theo đạo Hồi (dhimmi) có quyền tự chủ hợp pháp để phân xử các công việc nội bộ của họ. Qua nhiều thế kỷ, đạo Hồi dòng Sunni dần dần được đưa vào các cơ quan hành chính nhà nước, và fiqh được bổ sung bởi nhiều luật kinh tế, hình sự và hành chính do các nhà cai trị Hồi giáo ban hành. Bộ luật dân sự của Ottoman năm 1869–1876 là nỗ lực từng phần đầu tiên để hệ thống hóa Sharia.
Trong thời kỳ hiện đại, các đạo luật truyền thống trong thế giới Hồi giáo đã được thay thế rộng rãi bằng các đạo luật lấy cảm hứng từ các mô hình châu Âu. thủ tục tư pháp và giáo dục pháp luật cũng phù hợp với thông lệ châu Âu. Trong khi hiến pháp của hầu hết các quốc gia đa số theo đạo Hồi đều có đề cập đến Sharia, các quy tắc cổ điển của nó phần lớn chỉ được giữ lại trong các luật về địa vị cá nhân (gia đình). lập pháp đã hệ thống hóa các luật này đã tìm cách hiện đại hóa chúng mà không từ bỏ nền tảng của luật học truyền thống. Sự hồi sinh của Hồi giáo vào cuối thế kỷ 20 kéo theo lời kêu gọi của các phong trào Hồi giáo thực hiện đầy đủ Sharia, bao gồm cả các hình phạt thân thể hudud, chẳng hạn như ném đá. Trong một số trường hợp, điều này dẫn đến cải cách pháp luật theo chủ nghĩa truyền thống, trong khi các quốc gia khác chứng kiến sự giải thích lại về mặt pháp lý của Sharia được các nhà cải cách tiến bộ ủng hộ. Một số quốc gia Hồi giáo thiểu số công nhận việc sử dụng luật gia đình dựa trên Sharia cho các cộng đồng Hồi giáo của họ. Sharia cũng tiếp tục ảnh hưởng đến các khía cạnh khác của cuộc sống riêng tư và công cộng.
Vai trò của Sharia đã trở thành một chủ đề tranh cãi trên khắp thế giới. Việc áp dụng luật dựa trên Sharia đã gây ra bạo lực giữa các cộng đồng ở Nigeria và có thể đã góp phần dẫn đến sự tan rã của Sudan. Một số khu vực pháp lý ở Bắc Mỹ đã thông qua lệnh cấm sử dụng Sharia, được coi là hạn chế đối với luật tôn giáo hoặc luật nước ngoài. Có những cuộc tranh luận đang diễn ra về việc liệu Sharia có thực sự tương thích với dân chủ, nhân quyền, tự do tư tưởng, quyền phụ nữ, quyền LGBT và ngân hàng.

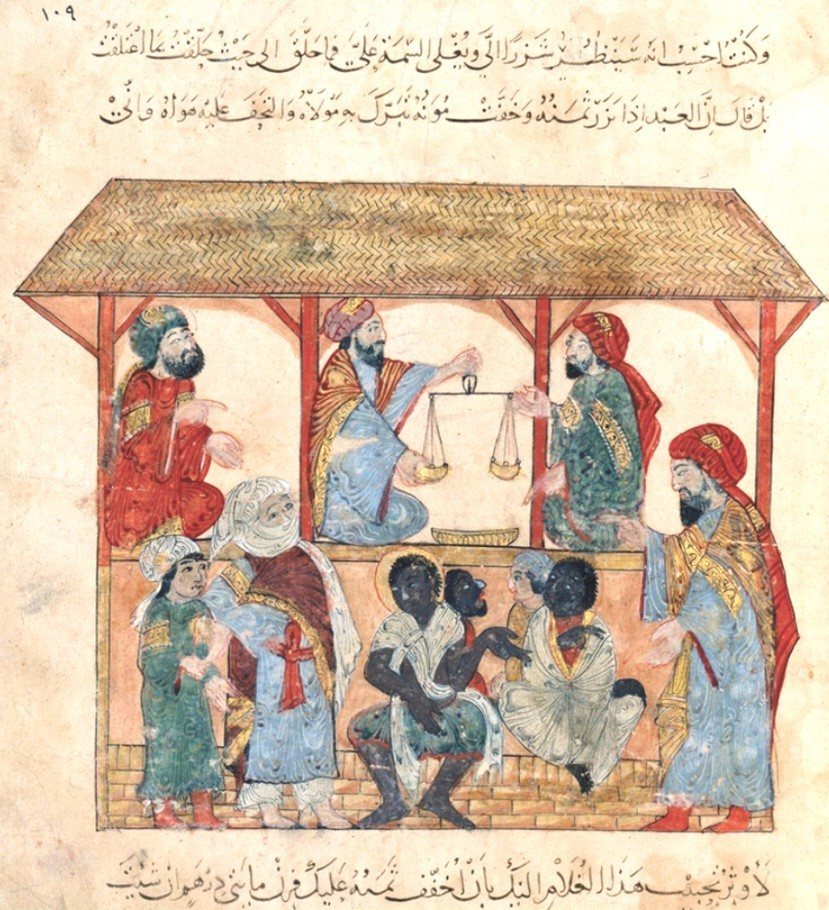
Chợ nô lệ thế kỷ 13, Yemen. Nô lệ và thê thiếp được coi là tài sản ở Sharia; Nó có thể được mua, bán, cho thuê, tặng, chia sẻ và thừa kế.

## Từ nguyên và cách sử dụng

### Cách sử dụng hiện đại
Từ sharīʿah được sử dụng để chỉ một tôn giáo tiên tri trong tổng thể của nó. Ví dụ, sharīʿat Mūsā có nghĩa là luật pháp hoặc tôn giáo của Moses và sharīʿatu-nā có thể có nghĩa là "tôn giáo của chúng ta" liên quan đến bất kỳ đức tin độc thần nào. Trong diễn ngôn Hồi giáo, šarīʿah đề cập đến các quy định tôn giáo điều chỉnh cuộc sống của người Hồi giáo. Đối với nhiều người Hồi giáo, từ này có nghĩa đơn giản là "công lý", và họ sẽ coi bất kỳ luật nào thúc đẩy công lý và phúc lợi xã hội phù hợp với Sharia.
Jan Michiel Otto phân biệt bốn giác quan được truyền đạt bởi thuật ngữ sharia trong diễn ngôn tôn giáo, luật pháp và chính trị:
- Sharia thần thánh, trừu tượng : Kế hoạch của Đức Chúa Trời dành cho loài người và các chuẩn mực hành vi sẽ hướng dẫn cộng đồng Hồi giáo. Những người Hồi giáo có quan điểm khác nhau đồng ý với nhau về khái niệm trừu tượng về sharia, nhưng họ khác nhau về cách hiểu ý nghĩa thực tế của thuật ngữ này.
- Sharia cổ điển : cơ quan của các quy tắc và nguyên tắc được xây dựng bởi các luật gia Hồi giáo trong những thế kỷ đầu tiên của Hồi giáo.
- (Các) Sharia lịch sử : cơ quan của các quy tắc và cách giải thích được phát triển trong suốt lịch sử Hồi giáo, từ niềm tin cá nhân đến luật pháp của nhà nước và thay đổi theo một phổ hệ tư tưởng. Sharia cổ điển thường được dùng làm điểm tham chiếu cho các biến thể này, nhưng chúng cũng phản ánh ảnh hưởng của thời gian và địa điểm của chúng.
- (Các) sharia đương đại : toàn bộ các quy tắc và cách diễn giải được phát triển và thực hành hiện nay.

Một thuật ngữ liên quan al-qānūn al-islāmī (القانون الإسلامي, Luật Hồi giáo), được mượn từ cách sử dụng của châu Âu vào cuối thế kỷ 19, được sử dụng trong thế giới Hồi giáo để chỉ hệ thống pháp luật trong bối cảnh của một nhà nước hiện đại.

### Từ nguyên
Phạm vi ý nghĩa chính của từ šarīʿah trong tiếng Ả Rập, bắt nguồn từ gốc š-r-ʕ, có liên quan đến tôn giáo và luật tôn giáo. Truyền thống từ điển học ghi lại hai lĩnh vực sử dụng chính mà từ šarīʿah có thể xuất hiện mà không có ý nghĩa tôn giáo. Trong các văn bản đề cập đến môi trường mục vụ hoặc du mục, từ này và các dẫn xuất của nó đề cập đến việc tưới nước cho động vật tại một hố nước vĩnh viễn hoặc bờ biển, đặc biệt liên quan đến các loài động vật đến đó. Một lĩnh vực sử dụng khác liên quan đến khái niệm kéo dài hoặc dài dòng. Phạm vi nghĩa này được ghép với từ saraʿ trong tiếng Do Thái và có thể là nguồn gốc của nghĩa "đường" hoặc "con đường". Cả hai lĩnh vực này đều được cho là đã làm phát sinh các khía cạnh của ý nghĩa tôn giáo của từ này.
Một số học giả mô tả từ šarīʿah như một từ cổ trong tiếng Ả Rập biểu thị "con đường phải đi theo" (tương tự với thuật ngữ tiếng Do Thái Halakhah ["Con đường để đi"]), hoặc "con đường dẫn đến hố nước" và lập luận rằng việc áp dụng nó như một phép ẩn dụ cho một lối sống được thiêng liêng ban tặng xuất phát từ tầm quan trọng của nước trong một môi trường sa mạc khô cằn.

### Sử dụng trong các kinh sách tôn giáo
Trong Kinh Qur'an, šarī'ah và cùng nguồn gốc của nó šir'ah xảy ra một lần mỗi, với ý nghĩa "chiêu" hay "con đường". Từ šarīʿah được sử dụng rộng rãi bởi những người Do Thái nói tiếng Ả Rập trong thời Trung Cổ, là cách dịch phổ biến nhất cho từ torah trong bản dịch tiếng Ả Rập vào thế kỷ thứ 10 của cuốn Torah của Saʿadya Gaon. Có thể tìm thấy cách sử dụng tương tự của thuật ngữ này trong các tác giả Cơ đốc giáo. Thành ngữ tiếng Ả Rập Sharīʿat Allāh (شريعة الله "Luật của Chúa") là cách dịch thông dụng cho תורת אלוהים ('Luật của Chúa' trong tiếng Do Thái) và νόμος τοῦ θεοῦ ('Luật của Chúa' trong tiếng Hy Lạp trong Tân Ước [Rô-ma 7 : 22]). Trong văn học Hồi giáo, šarīʿah chỉ định luật hoặc thông điệp của một nhà tiên tri hoặc Thượng đế, trái ngược với fiqh, ám chỉ cách giải thích của một học giả về nó.
Trong các tác phẩm cũ hơn liên quan đến luật bằng tiếng Anh vào cuối thế kỷ 19 / đầu thế kỷ 20, từ được sử dụng cho Sharia là sheri. Nó, cùng với biến thể tiếng Pháp chéri, được sử dụng trong thời gian của Đế chế Ottoman, và là từ tiếng Thổ Nhĩ Kỳ şer ' (i).

## Nguồn gốc lịch sử

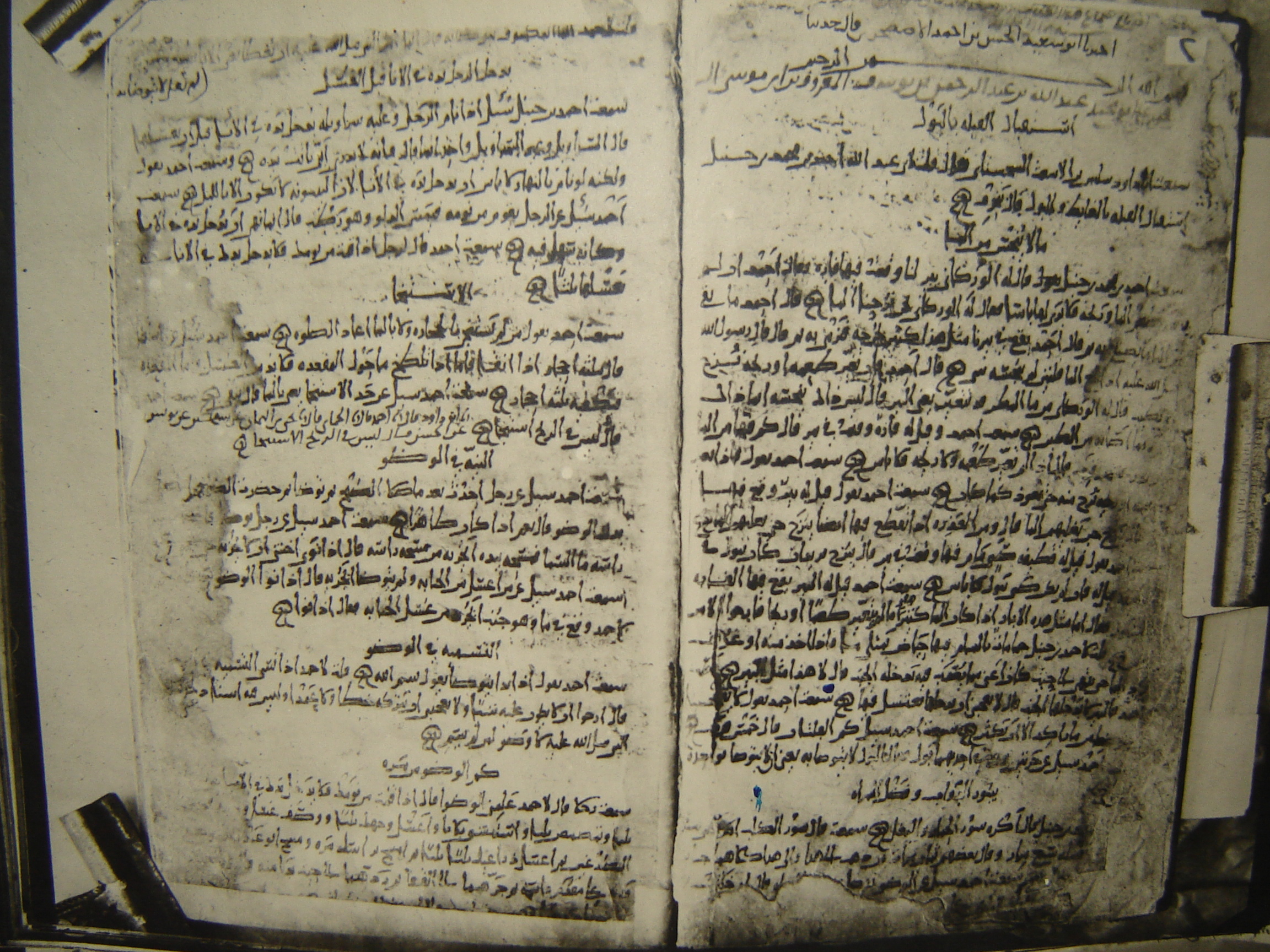
Trao đổi luật pháp giữa Abu Dawood và Ibn Hanbal. Một trong những bản thảo văn học lâu đời nhất của thế giới Hồi giáo, tháng 10 năm 879.

### Ijtihad

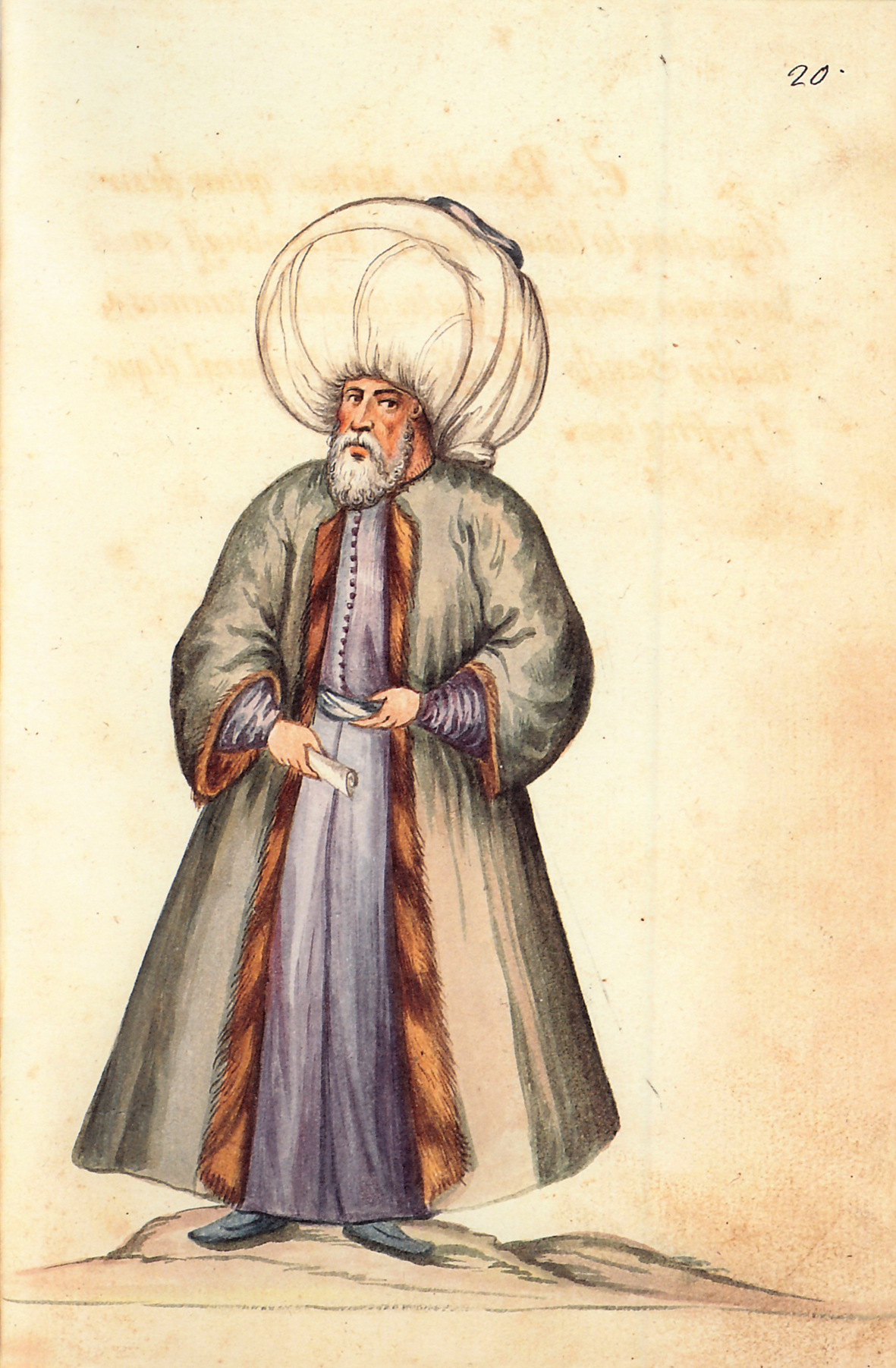
Mufti Thổ Nhĩ Kỳ (bản vẽ Tây Ban Nha thế kỷ 17)

### Luật gia

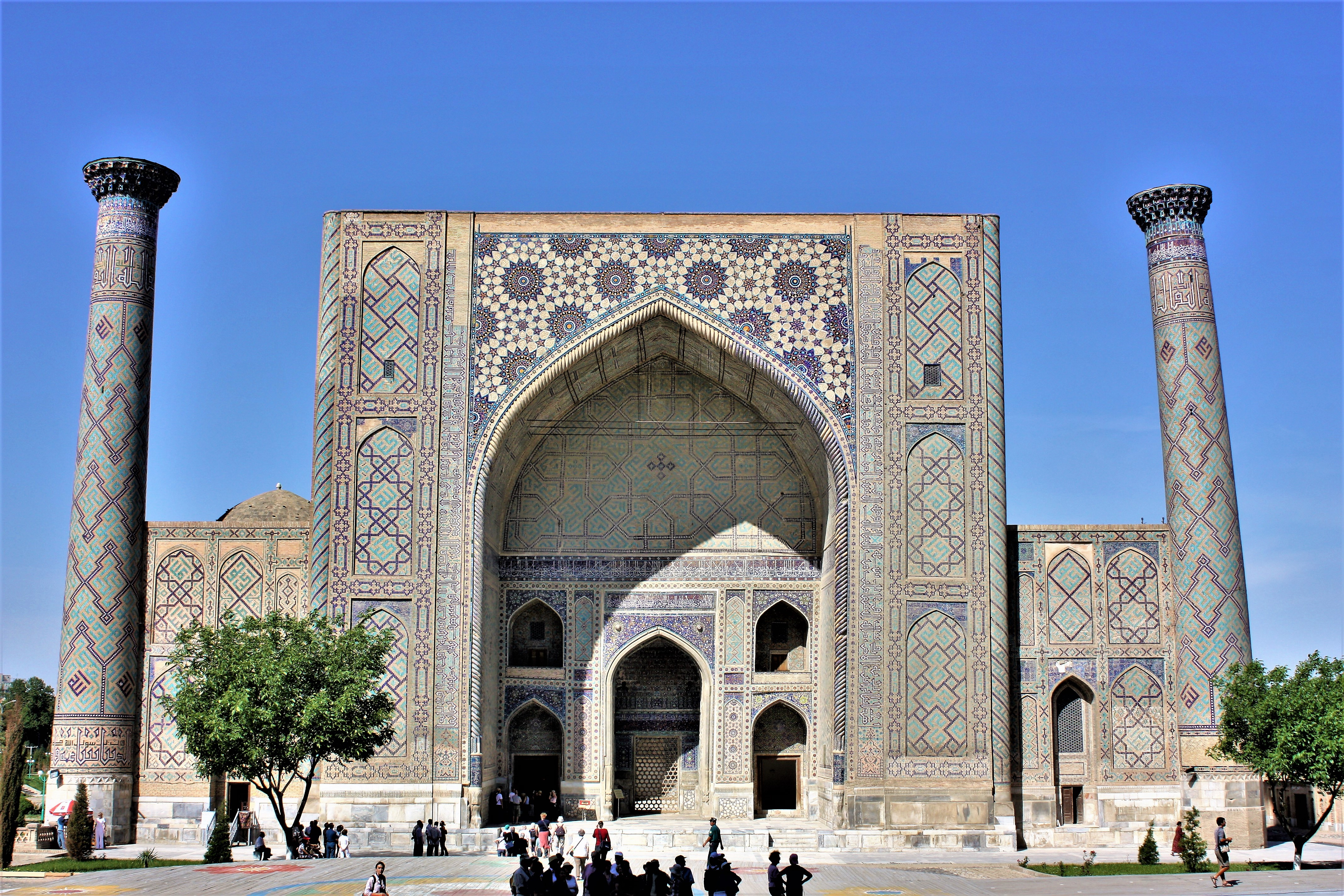
Ulugh Beg Madrasa, Samarkand (khoảng 1422)